# Фортгенс, Ге
Герардюс (Ге) Фортгенс (нидерл. Gerardus "Gé" Fortgens; 10 июля 1887, Харлем — 4 мая 1957, Харлем), также известный как Геррит Фортгенс (нидерл. Gerrit Fortgens) — нидерландский футболист, выступавший на позициях полузащитника и защитника. Выступал за команды «Аякс» (Амстердам), УВВ (Утрехт) и «Харлем» (Харлем).
Первый футболист в истории «Аякса» сыгравший за национальную сборную Нидерландов. За сборную провёл восемь матчей, участвовал на Олимпийских играх в Стокгольме. Вместе с командой завоевал бронзовые медали Олимпиады, обыграв в матче за третье место сборную Финляндии со счётом 9:0.

## Детство и ранние годы
Геррит родился 10 июля 1887 года в Харлеме, в семье Йоханнеса Фортгенса и Марии Луизы Схаус. Он стал шестым по счёту ребёнком в семье из десяти детей, хотя один из его старших братьев умер в возрасте 3-х лет в 1885 году, незадолго до рождения Геррита. У Фортгенса было две старшие сестры Адриана и Мария и старшие братья Корнелис и Албертюс, а также младшие — брат Йоханнес, и сёстры Вилхелмина, Гетрёйда и Йоханна.

## Карьера

### Клубная
Родившись в Харлеме, Геррит начинал играть в футбол в различных командах Амстердама, а с 1906 года стал выступать в составе «Аякса». В мае 1909 года он с командой стал победителем турнира «Золотой крест», который по сути являлся кубком Амстердама. В финальной игре со счётом 1:0 был обыгран клуб «Блау-Вит». В следующем году «Аякс» также становился победителем данного турнира, однако команда по прежнему играла не в первом классе Нидерландов.
Лишь в мае 1911 года «Аяксу» удалось пробиться в первый класс Нидерландов, в том же месяце был выигран турнир «Золотой крест». За три сезона в первом классе Геррит сыграл за «Аякс» 52 матча. По итогам сезона 1913/14 «Аякс» занял последнее место, а в матче за прописку в первом классе амстердамцы уступили со счётом 0:1 команде из Утрехта «Геркюлес». После столь неудачного сезона команду покинуло сразу несколько игроков, Фортгенс решил перейти в клуб УВВ из Утрехта, так же как и защитники Свартау и Гилиссен.

## Статистика

### Матчи Фортгенса за сборную Нидерландов
| Матчи Фортгенса за сборную Нидерландов | Матчи Фортгенса за сборную Нидерландов | Матчи Фортгенса за сборную Нидерландов | Матчи Фортгенса за сборную Нидерландов | Матчи Фортгенса за сборную Нидерландов | Матчи Фортгенса за сборную Нидерландов |
| -------------------------------------- | -------------------------------------- | -------------------------------------- | -------------------------------------- | -------------------------------------- | -------------------------------------- |
| №                                      | Дата                                   | Соперник                               | Счёт                                   | Голы Фортгенса                         | Соревнование                           |
| 1                                      | 19 марта 1911                          | Бельгия                                | 5:1                                    | —                                      | Кубок Ванден Абеле 1911                |
| 2                                      | 2 апреля 1911                          | Бельгия                                | 3:1                                    | —                                      | Кубок Rotterdamsch Nieuwsblad 1911     |
| 3                                      | 10 марта 1912                          | Бельгия                                | 2:1                                    | —                                      | Кубок Ванден Абеле 1912                |
| 4                                      | 16 марта 1912                          | Англия (люб.)                          | 0:4                                    | —                                      | Товарищеский матч                      |
| 5                                      | 24 марта 1912                          | Германия                               | 5:5                                    | —                                      | Товарищеский матч                      |
| 6                                      | 28 апреля 1912                         | Бельгия                                | 4:3                                    | —                                      | Кубок Rotterdamsch Nieuwsblad 1912     |
| 7                                      | 30 июня 1912                           | Австрия                                | 3:1                                    | —                                      | Олимпийские игры 1912                  |
| 8                                      | 2 июля 1912                            | Дания                                  | 1:4                                    | —                                      | Олимпийские игры 1912                  |

Итого: 8 матчей / 0 голов; 5 побед, 1 ничья, 2 поражения.

## Личная жизнь
Геррит женился 16 января 1919 года, его супругой стала 27-летняя уроженка Амстердама Тика Кёйл. У них было пятеро детей — дочери Хелена Йоханна и Йоханна Тика и сыновья Герардюс, Роберт и Ханс. В свободное от футбола время Фортгенс работал часовщиком.
4 мая 1957 года, Геррит Фортгенс умер в Харлеме в возрасте 69 лет.
Один из его дальних предков родился в XVII веке на территории Германии в городе Эммерих, в земле Северный Рейн — Вестфалия.